# Roger Godino
Roger Godino, né le 17 février 1930 à Chambéry et mort le 18 septembre 2019 à Paris, est un économiste, homme d’affaires et un humanitaire français. Il est le fondateur de la station des Arcs en Savoie.

## Biographie

### Études
Né à Chambéry le 17 février 1930, Roger Godino est le petit-fils d’un immigré italien et le fils de Joseph Godino, artisan cordonnier, et de Marcelle Godino, née Armand,.
Il fait ses études secondaires au lycée Vaugelas à Chambery, puis entre au lycée Louis-le-Grand à Paris. Il intègre ensuite l’École polytechnique, dont il sort diplômé de la promotion 1951. À la sortie de l'école, il effectue son service militaire dans la Marine durant la guerre d'Indochine.
À son retour de l'armée, il propose ses services à Pierre Mendès France. Celui-ci l'encourage à poursuivre ses études aux États-Unis. En 1954, il part étudier à l’Université Harvard et au Massachusetts Institute of Technology.

### Début de carrière
De retour en France, Roger Godino participe à la fondation de l’Institut européen d’administration des affaires (INSEAD) où il enseigne le management de l’innovation.
Il devient directeur de la Compagnie d’études et de gestion industrielle, chargée de conseiller les entreprises françaises et les administrations d’État.

### Création des Arcs
En 1960, Roger Godino s’intéresse à l’économie des sports d’hiver et réalise une étude de marché sur leur potentiel de développement . Il fait le pari de leur démocratisation et décide d'entreprendre dans ce domaine,.
Roger Godino fait la rencontre décisive de Robert Blanc, moniteur à Courchevel et guide de haute montagne, qui lui fait découvrir les montagnes de l’Arc en 1961. 
Avec le concours de l’Atelier d’architecture en montagne des architectes Gaston Regairaz et Guy Rey-Millet, de Charlotte Perriand à partir de 1967 et de Bernard Taillefer, il crée sur le site la station des Arcs.
Ailleurs dans le monde, Roger Godino participe également à la création des stations de Borovets, en Bulgarie, et de Valle Nevado, au Chili .

### Engagement auprès de Michel Rocard

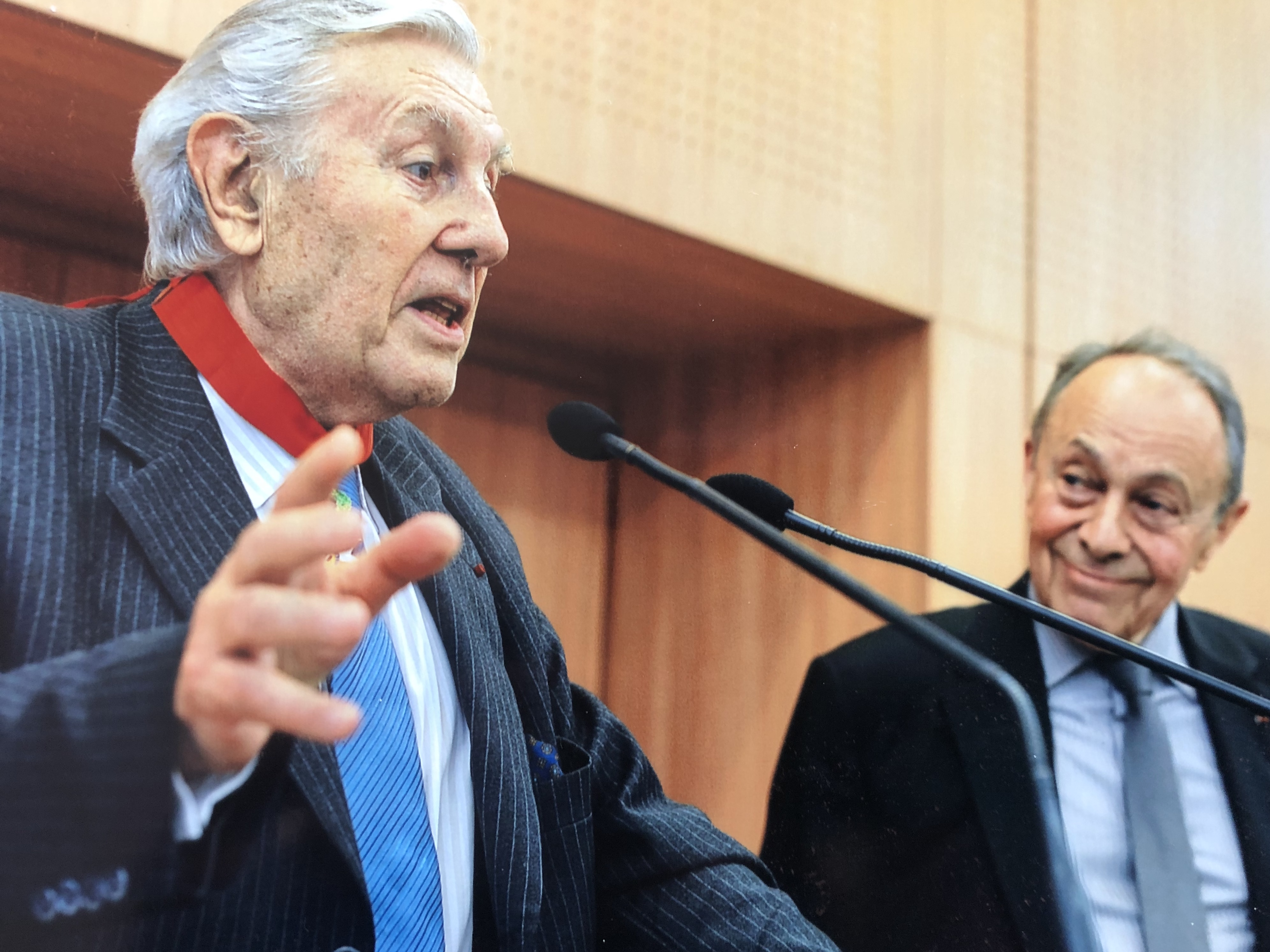
Roger Godino et Michel Rocard

Dans les années 1970, Roger Godino favorise la mise en relation de Michel Rocard, qu’il a rencontré au début des années 1960, avec le monde de l’entreprise. Il crée le « groupe des Arcs », club informel qui prépare l’accès de l’homme politique aux plus hautes responsabilités de l’État. 
Lorsque Michel Rocard devient premier ministre en mai 1988, Roger Godino devient chargé du tourisme à Matignon. Il crée la Maison de la France, un organisme fédérant les acteurs du tourisme au service de la promotion internationale du pays, dont il assure la présidence jusqu’en 1992, et qui deviendra par la suite Atout France. 
Roger Godino participe activement aux grandes réformes sociales du RMI et de la CSG,.  

### Activités associatives et humanitaires
Roger Godino a présidé l’ONG Action contre la faim de 1999 à 2001. En 2008, il participe à la fondation du think tank Terra Nova et du groupe des Gracques. En 2014, il est à l’initiative de l’association MichelRocard.org dont il assurait la présidence.
En 1994, il crée la Fondation Roger Godino, sous l'égide de la Fondation de France et intervient par ce biais dans des domaines variés tels que la formation des jeunes, l'enseignement supérieur, la recherche scientifique et la culture,.

## Mandats
- Conseiller municipal de Chambéry de 1989 à 1997[8].

## Publications
- Roger Godino, Construire l'imaginaire (III) ou l'itinéraire d'un entrepreneur savoyard, Paris, Plumes en stock 2017
- Roger Godino, La grande transformation de l'entreprise : Travail, sens et compétitivité, Paris, Editions de l'Atelier, 27 avril 2012, 240 p. (ISBN 978-2708241992)
- Roger Godino (préf. Alain Caillé), Réenchanter le travail, Paris, La Découverte, 29 mars 2007, 192 p. (ISBN 978-2707151421)
- Roger Godino (préf. Michel Rocard), Les sept piliers de la réforme, Paris, Albin Michel, 1er janvier 1997, 272 p. (ISBN 978-2226094520, lire en ligne)
- Roger Godino, Construire l'imaginaire (II) ou La quête inachevée d'un aménageur, Paris, Holding international de développement, 240 p. (ISBN 978-2951015807)
- Roger Godino, Construire l'imaginaire (I) ou Le management de l'innovation, Paris, Presses de la Cité-Solar, 188 p. (ISBN 978-2263004056)

## Vie privée
Roger Godino fut marié en premières noces à Marcelle Bioley, dont il eut une fille, Aude Godino. Il s’est marié en secondes noces à Carole Vidart, dont il eut également une fille, Florence Godino.

## Distinctions

### Prix
- Prix de l’Institut Manpower pour l’emploi avec HEC Paris et La Tribune pour son ouvrage Réenchanter le travail : pour une réforme du capitalisme (2007)
- Prix des neiges (1998)

### Décorations
- Commandeur de la Légion d'honneur (2013)[14].
- Commandeur de l'ordre national du Mérite (2002)[15].